# 칠국지
《칠국지》는 한국의 아마추어 게임 제작자인 김석암이 제작한 전략 시뮬레이션 게임이다. 전투는 퀴즈 게임 형식으로 구성되어 있다.

## 개요
1995년 당시 기준으로 상상한 근미래의 가상 세계관을 바탕으로 하고 있는 게임이다.
게임 제작 당시 대한민국은 김영삼 정부 시절로, 김영삼이 추진한 역사 바로 세우기의 일환으로 전두환과 노태우가 구속되는 등 정치적으로 큰 이슈들이 많았다. 이 게임은 그러한 사회적 이슈를 어느 정도 반영한 게임에 해당한다.
그러나 등장하는 장수들은 김영삼, 김대중, 전두환, 노태우, 박정희 외에는 모두 현대 정치인이 아닌 삼국시대, 고려시대, 조선시대 인물들이다.

## 스토리
2002년 전두환이 경상도를 거점으로 모반을 일으키면서 서울과 경기도는 김영삼, 강원도는 박정희, 전라도는 김대중, 충청도는 이순신, 제주도는 장보고가 장악하여 대한민국이 7개의 나라로 분열된다는 가상의 설정을 다루고 있다.
플레이어는 대전을 거점으로 하게 된다.

## 기능

### 인사
- 임명: 장수의 신분을 결정해준다.  충성도 상승. 장수의 신분은 장군과 군사이다.
- 해임: 장수의 신분을 해임. 충성도 하락.
- 보너스: 아이템을 주는 곳으로 아이템은 티코와 특수 아이템 2가지 중 하나를 선택해서 줄 수 있다.
- 장수 보기: 장수의 이름과 충성도를 보여준다. 장수 충성도가 85 이하이면 전쟁을 할 수가 없다.

### 군사
- 탐색: 탐색 명령을 이용해서 아이템을 찾을 수 있다. 장수에게 아이템 수색을 시킨다.
- 전쟁: 이웃 도시로 쳐들어 간다. 출전하는 장수는 1명이며, 방어는 방어하는 도시의 모든 장수가 한다.
- 이동: 이웃한 아군 도시로 장수를 옮긴다.

### 휴식
- 작전 종료: 작전중인 도시의 모든 작전을 마감한다.
- 끝내기: 본 게임을 끝낸다.

## 전투
일반 전략 시뮬레이션과는 달리 퀴즈를 푸는 형식으로 전투가 이루어진다. 전투에 내보낼 수 있는 장수는 1명뿐이며 충성도가 85 이상이어야 출진 가능하다.
수비 측 장수들의 전투력 만큼 문제가 출력되며, 공격 측 장수의 전투력 이상 오답을 내면 전투에서 패배하게 된다. 전투에서 승리하면 그 지역의 장수들은 모두 아군이 된다. 반대로 전투에서 패배한 장수는 적으로 바뀐다. 군주가 전투에서 패배할 경우 게임 오버된다. 전투에서 승리하여도 출진한 장수는 점령한 지역에 있지 않고 원래 있던 영토로 돌아온다.
문제는 4지선다 객관식으로 출제되며, 문제의 패턴이 많지는 않은 편이라서 이미 출제된 문제가 다시 나올 확률이 높다. 적 세력이 공격해 오는 경우는 없으며 오직 플레이어의 진격에 의한 전투만 이루어진다.

## 잡다한 정보
- 플레이어가 처음부터 보유하고 있는 장수는 김두한, 박태수[1]이다. 김두한의 경우 <김두환>으로 잘못 표기되어 있다.